# Никола Шкоев
Никола Шкоев или Чкоев или Чокоев е български общественик, деец на късното Българско възраждане в Южна Македония.

## Биография
Никола Шкоев е роден в костурската паланка Хрупища, тогава в Османската империя, днес Аргос Орестико, Гърция. След започването на пробуждането на българщината в Хрупища, Шкоев е един от най-видните български национални дейци в града. В 1905 година гръцки терористи на три пъти правят опити да го убият - първо е нападнат от гъркоманите братя Карагеоргиеви, после при бомбен атентат в дома му, организиран от капитан Вардас, загива 13-годишната му дъщеря Вита, а при втори бомбен атентат в дюкяна му загива Йото Дачов от Старичани.
При избухването на Междусъюзническата война в 1913 година Шкоев заедно с учителите Георги Христов и Владимир Томбов е арестуван и затворен в Костур и Солун до ноември 1913 година. След като Костурско остава в Гърция след войната, Шкоев става деец на гръцкото комунистическо движение. Негов син е комунистът Въстан Шкоев.
Георги Христов пише за Шкоев:
| „ | Природо даровит, смел, словоохотлив, доста начетен на гръцки и на български, той бе развил най-плодовита агитационна дейност за разпространението и закррепването на народната идея, която бе прегърнал искрено още през първия ден на появяването ѝ, и която бранеше усилено и успешно от гръцки хули и инсинуации, пущани с цел да оскверняват нейната свежест и чистота и тъй да я правят недостъпна за простодушните българи. | “ |